# دوبژنگ ماوه
دوبژنگ ماوه (به لهستانی:  Dobrzeń Mały) یک منطقهٔ مسکونی در لهستان است که در گمینا دوبژنگ ویلکی واقع شده‌است. دوبژنگ ماوه ۷۵۰ نفر جمعیت دارد.